# Agioi Anargyroi
Agioi Anargyroi (Grieks: Άγιοι Ανάργυρο, dit betekent "De Heilige Onbaatzuchtigen") is een gemeente in de Griekse regio Attica, departement Athene. De gemeente telt 32.957 inwoners. Agioi Anargyroi is een buitenwijk van Athene, op ongeveer 6 km van het centrum.

## Aangrenzende gemeenten
- Kamatero
- Acharnes
- Ilio
- Nea Filadelfeia en Nea Chalkidona
- Peristeri
- Athene